# Hrabstwo Luna
Hrabstwo Luna (ang. Luna County) – hrabstwo w stanie Nowy Meksyk w Stanach Zjednoczonych.

## Miasta
- Columbus
- Deming

## CDP
- City of the Sun
- Keeler Farm
- La Hacienda
- Mountain View
- Pecan Park
- Pulpotio Bareas
- Sunshine
- Ventura